# Euphorbia gasparrinii
Euphorbia gasparrinii N.E.Br. es una especie fanerógama perteneciente a la familia Euphorbiaceae. Es endémica del centro sur de Italia. 

## Descripción
La planta es herbácea camefita sufruticosa con tallo leñoso en la base, alcanzando un tamaño de 10 a 30 cm de altura. Las hojas son alternas, ovadas-lanceoladas u ovadas, con el margen entero o dentado (véase más adelante las características distintivas de las subespecies). 
La inflorescencia es una umbela con 5 radios cortos, con brácteas de color amarillento, obovadas. El fruto es una cápsula glabra de alrededor de 4 mm, con crecimientos similares a hilos.

## Subespecies
Sus conocidos dos subespecies:
- Euphorbia gasparrinii subsp. gasparrinii Boiss. , subespecie nominal, endémica de Sicilia y Calabria, que se distingue por tener hojas elípticas u ovadas-lanceoladas, con el margen entero o ligeramente dentado en el ápice, áspero y semi-arenoso.
- Euphorbia gasparrinii subsp. samnitica Está presente en la Marche, en Abruzzo y Molise, tiene hojas ovaladas con agudamente margen serrado y semillas lisas.

## Hábitat
Se encuentra en los prados de montaña húmeda, de 800 a 1850 m sobre el nivel del mar.

## Taxonomía
Euphorbia gasparrinii fue descrita por Pierre Edmond Boissier y publicado en Prodromus Systematis Naturalis Regni Vegetabilis 15(2): 125. 1862.
Etimología
Euphorbia: nombre genérico que deriva del médico griego del rey Juba II de Mauritania (52 a 50 a. C. - 23), Euphorbus, en su honor – o en alusión a su gran vientre –  ya que usaba médicamente Euphorbia resinifera. En 1753 Carlos Linneo asignó el nombre a todo el género.
gasparrinii: epíteto otorgado en honor del botánico italiao Guglielmo Gasparrini (1803-1866).
Sinonimia
- Euphorbia epithymoides var. gasparrinii (Boiss.) Fiori
- Tithymalus gasparrinii (Boiss.) Soják[3][4]